# Vama Marga, Caraș-Severin
Vama Marga este un sat în comuna Marga din județul Caraș-Severin, Banat, România.